# Carl von Tiedemann
Carl Gerhard Rudolf von Tiedemann (Lauenburg, 28 juni 1878 - 10 maart 1979) was een Duits militair tijdens de Eerste en Tweede Wereldoorlog. Hij was een van de belangrijkste commandanten tijdens de Duitse aanval op Nederland in 1940 en de commandant van de Duitse troepen tijdens de Slag om de Grebbeberg.

## Carrière
Von Tiedemann trad in 1898 op 20-jarige leeftijd, na de officiersopleiding te hebben afgerond, in dienst bij het Deutsches Heer (Duitse landmacht). Op 17 oktober 1899 werd hij bevorderd tot Leutnant bij het 2e Grenadier Regiment. Na deelname aan de Eerste Wereldoorlog bleef hij bij het leger. In de loop van de jaren volgden de bevorderingen elkaar op.
Op 1 februari 1928 werd hij bevorderd tot Oberstleutnant. Per 1 oktober 1929 was hij commandant van het Wachtregiment Berlin, tot op 1 februari 1931 promotie tot Oberst volgde. Op 31 januari 1932 werd hij eervol uit dienst ontslagen met de titulaire rang van Generalmajor. Op 1 oktober 1933 trad hij weer in dienst en vanaf 1 oktober 1937 was hij daadwerkelijk uitvoerend Generalmajor. Per 1 september 1939, de datum van de Poolse Veldtocht, was hij commandant van de 207. Infanterie-Division, die later aanwezig zou zijn bij de Duitse invasie van Nederland en daarop omgezet werd in de 207. Sicherungs-Division. Hij trad op 1 mei 1943 uit dienst. Hij overleed in 1979 op 100-jarige leeftijd.

## Slag om de Grebbeberg
Carl von Tiedemann was de commandant van de Duitse troepen die vochten in de Slag om de Grebbeberg. De Grebbelinie was een belangrijke Nederlandse stelling, die onderdeel uitmaakte van de verdedigingswerken ten oosten van de Vesting Holland. De Duitse 18. Armee had de opdracht om de Vesting Holland in te nemen, waarbij het innemen van de Grebbelinie niet van essentieel belang was. Het Duitse opperbevel ging er echter van uit dat de Nederlandse weerstand bij de Grebbeberg licht zou zijn en de stelling dus snel overlopen zou worden. Er werd bij de berg slechts één Duitse divisie ingezet, namelijk de 207. Infanterie-Division. Deze divisie was oorspronkelijk niet bedoeld om te opereren in de frontlinie, maar werd toch aangewezen voor de taak.

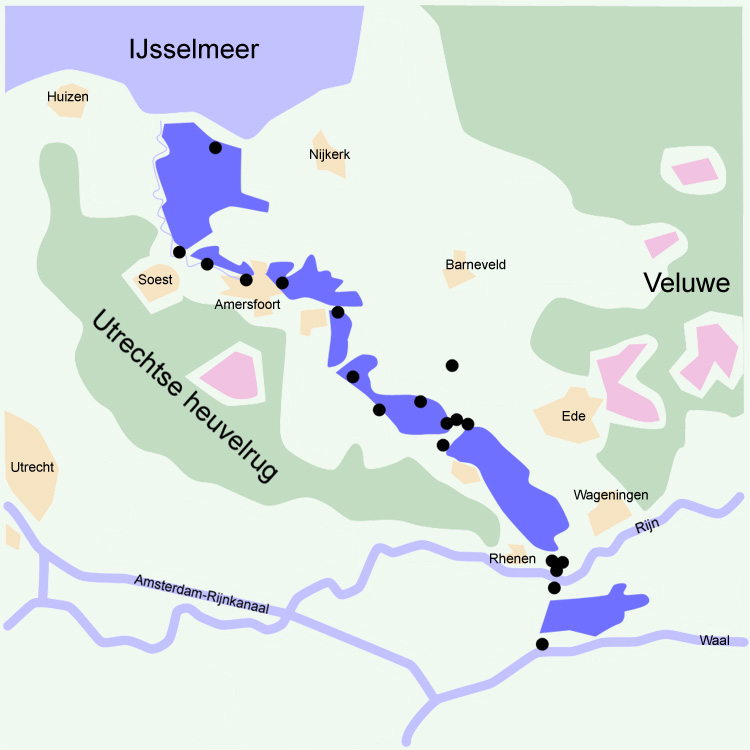
De Grebbelinie, in blauw de inundaties

Nadat op 11 mei de Nederlandse linie onder vuur was genomen door de Duitse artillerie zette de SS-Standarte Der Führer, een regiment dat was toegevoegd aan de 207e infanteriedivisie, de aanval in. Ondanks sterke Nederlandse weerstand wisten de SS'ers voortgang te boeken en de voorposten te veroveren. Hierop volgde een Nederlandse poging tot een tegenaanval, die echter tot verwarring leidde bij de troepen aan het front, die in de veronderstelling waren in de rug te worden aangevallen en hierop op de eigen troepen schoten. Hoewel de tegenaanval niet uitgevoerd werd, hadden inleidende Nederlandse artilleriebeschietingen tot gevolg dat de Duitse doorstoot werd uitgesteld tot 12 mei. Von Tiedemann, die had gedacht al op 10 mei zijn troepen hun doelen te laten bereiken en nu inzag dat in feite zware weerstand moest worden overwonnen, was door de Nederlandse activiteit in de veronderstelling dat hij tegenover een onverwacht grote troepenmacht stond, en beval om de volgende aanval in te luiden met een tweede, groter artilleriebombardement door vijf afdelingen artillerie. Na het bombardement wist het SS-regiment op 12 mei gemakkelijk de Nederlandse hoofdstellingen in te nemen en een saillant te vormen. Op 13 mei zette Von Tiedemann voor het eerst troepen van het eigenlijke Duitse leger in, namelijk het 322. Infanterie-Regiment.
Na de slag om de Grebbeberg had Von Tiedemann opdracht de Nieuwe Hollandse Waterlinie te doorbreken, die ernstig verwaarloosd was en dankzij de nieuwe technieken makkelijker overgestoken kon worden dan ten tijde van het aanleggen ervan. Of dat werkelijk eenvoudig gelukt zou zijn, weet echter niemand want een dag na de Duitse overwinning op de Grebbeberg volgde het Bombardement op Rotterdam, waarna Nederland capituleerde. De divisie trok daarna geleidelijk naar het zuiden, tot aan Parijs.
De 207. Infanterie-Division was voornamelijk bemand geweest met oudere reservisten. Na de campagne tegen Frankrijk werd de divisie omgezet in de 207. Sicherungs-Division (207e Beveiligingsdivisie), die tot taak had achter het front het achterland te beveiligen, bewakingstaken uit te voeren en de aanvoerlijnen open te houden. In die functie werd de divisie in 1941 eerst ingezet in de Balkan en daarna aan het Oostfront in het achterland van Legergroep Noord. Von Tiedemann zelf werd eind 1942 geacht niet meer te kunnen voldoen aan de hoge eisen die de situatie aan het Oostfront stelde en ging op 30 april 1943 met pensioen.

## Militaire loopbaan
- Fahnenjunker: 25 maart 1898[1][2]
- Leutnant: 17 oktober 1899[1][2]
- Oberleutnant: 17 september 1909[1][2]
- Hauptmann: 1 oktober 1913[1][2]
- Major: 1 april 1922[1][2]
- Oberstleutnant: 1 februari 1928[1][2]
- Oberst: 1 februari 1931[1][2]
- Titulair als Generalmajor: 31 maart 1932[1][2]
- Generalmajor: 1 oktober 1937[1]
- Generalleutnant: 1 november 1939[1][2]

## Decoraties
- IJzeren Kruis 1914, 1e Klasse en 2e Klasse[2]
- Gewondeninsigne 1918 in zwart[1][2]
- Hospitaalorde van Sint-Jan (balije Brandenburg)[2]
- Ridderkruis in de Huisorde van Hohenzollern met Zwaarden[1][2]
- Hanseatenkruis van Hamburg[2]
- Erekruis voor Frontstrijders in de Wereldoorlog[2]
- Dienstonderscheiding van Leger en Marine[2]